# عبد المنعم إبراهيم
عبد المنعم إبراهيم (24 أكتوبر 1926 - 17 نوفمبر 1987)، ممثل كوميدي مصري.

## حياته
ولد بمدينة بني سويف وجذوره من بلدة ميت بدر حلاوة محافظة الغربية، وحصل على دبلوم المدارس الثانوية الصناعية ببولاق، ثم التحق بالمعهد العالي للفنون المسرحية وحصل على البكالوريوس منه عام 1949م، وتتلمذ على يد الفنان زكي طليمات الذي ضمه إلى فرقة المسرح الحديث التي أسسها زكي طليمات.

## مشواره الفني
شارك المسرحيات التي قدمتها فرقة المسرح الحديث مثل مسمار جحا لأحمد باكثير، وست البنات لأمين يوسف غـراب، ليستقيل بعدها من العمل الحكومى ويتفرغ في التمثيل في مسرح الدولة لكنه ترك فرقة المسرح الحديث عام 1955م وانضم إلى فرقه إسماعيل ياسين التي تكونت في نفس الفترة، وفي عام 1956م مثل في مسرحية معركه بورسعيد، ثم مسرحية تحت الرماد، الخطاب المفقود، جمهوريه فرحات، جمعيه قتل الزوجات، ومسرحية الأيدى القذرة لسارتر عام 1959م.
واتجه عبد المنعم إبراهيم أيضا في بداياته إلى الإذاعة حيث اشتهر من خلالها، ومن الإذاعة إلى التليفزيون حيث تألق في العديد من المسلسلات التليفزيونية من بينها: «الرقم المجهول ـ الذين يحترقون ـ زينب والعرش ـ أولاد آدم ـ الهروب إلي السجن»، وقد جمع بين اللونين الكوميدي والتراجيدي في أعماله.
كما شارك في العديد من المسرحيات من بينها: «خمس نجوم ـ مسمار جحا ـ سكة السلامة ـ حلاق بغداد ـ ست البنات ـ معروف الإسكافي».
ومن أشهر أدواره السنيمائية: «سر طاقية الإخفاء ـ طريق الدموع ـ إشاعة حب ـ الثلاثية ـ الوسادة الخالية ـ القصر الملعون - سوق الحريم». وقد حصل علي مكافأة مالية كبيرة وميدالية ذهبية عن دوره في فيلم «طريق الدموع».

## أدواره الكوميدية
لعب الكثير من الأدوار الكوميدية من أشهرها دوره النسائي
«ياسمين أو فتافيت السكر» في فيلم «سكر هانم» مع عبد الفتاح القصري وحسن فايق وكمال الشناوي. بالإضافة إلى دور «محروس» في فيلم «إشاعة حب» مع يوسف وهبي وعمر الشريف وهند رستم.

### أدوار البطولة
لعب عبد المنعم إبراهيم دور البطولة في فيلم سر طاقية الإخفاء حيث لعب دور «عصفور» الصحفي المكافح الذي يعثر بالصدفة في معمل والده على طاقية الإخفاء.

### الأدوار المساعدة
كما لعب أدواراً خفيفة مثل دوره في فيلم «الزواج على الطريقة الحديثة» بطولة سعاد حسني وحسن يوسف. بالإضافة إلى دوره المميز في فيلم «بين القصرين» في دور «ياسين» الابن البكر للسيد أحمد عبد الجواد.
وكان الفنان عبد المنعم إبراهيم محترفا في الأدوار المساعدة، ولا سيما أدوار صديق البطل، فقد شكل نظرية ناجحة في إضفاء أجواء الكوميديا على الأفلام جميعها وشكل في الجانب الآخر، ثنائيات فنية في كل فيلم يقوم بأدائه. ومن الأمثلة، في أفلام الدراما والكوميديا والاستعراضية.
فعبد المنعم إبراهيم، لعب دور صديق البطل في فيلم الزوجة 13 مع رشدي أباظة وشادية، وأيضا نفس الدور في فيلم عدو المرأة مع رشدي أباظة ونادية لطفي ونفسه أيضا في فيلم جمعية قتل الزوجات مع صلاح ذو الفقار وزهرة العلا وفيلم خطيب ماما مع مجموعة كبيرة من الفنانين منهم أحمد مظهر ومديحة يسري وحسن فايق وأيضا الفنانة نبيلة عبيد. هذه مجرد غيض من فيض، ولا تمثل كل الأفلام.
أما أفلام الأغاني، فتدخل بقوة، أمثلة: الوسادة الخالية مع عبد الحليم حافظ وأنت حبيبي مع فريد الأطرش وحكاية العمر كله معه أيضا.
و برز عبد المنعم إبراهيم، هذا الفنان الفذ والمتعدد المواهب، برز في قدرته العجيبة على أداء أدوار المرأة، وهذا ظهر في فيلمين على حد ذاكرتي وهم: سكر هانم مع كمال الشناوي وعمر الحريري وعبد الفتاح القصري وحسن فايق وسامية جمال، والفيلم الآخر أضواء المدينة مع شادية وأحمد مظهر وقد أتقن دور السيدة التركية المتفزلكة.
وامتدادا لأدواره الكبيرة وعبفريته النادرة، فقد أدى أفلاما جميلة وهو ينطق باللغة العربية الفصحى وأبدع فيها.
كما لعب في أواخر حياته أدواراً في مسلسلات تليفزيونية من أشهرها دوره في مسلسل «أولاد آدم» وكان دوراً تراجيدياً.
من الادوار المساعدة دوره في فيلمي عروس النيل وسكر هانم
ومن أبرز ادواره الناجحة التي قام بها وهو دور المجنون في فيلم بين السما والأرض بالاشتراك مع النجمة هند رستم والنجم عبد السلام النابلسى.

### أدوار الشيخ الأزهري
كان عبد المنعم إبراهيم يجيد النطق باللغة العربية الفصحى مما أهله ليلعب أدوار الشيخ الأزهري المعمم الذي لايخلو من الطرافة وكذلك دور معلم اللغة العربية، مثل دوره «الشيخ عبد البر» في فيلم إسماعيل يس في الأسطول ودوراً ثانوياً في فيلم «السفيرة عزيزة» في فيلم «غصن الزيتون» بطولة أحمد مظهر وسعاد حسني وعمر الحريري.
كان الفنان الراحل عبد المنعم إبراهيم من الفنانين الذين يجيدون النطق باللغة العربية الفصحى وتشهد على ذلك أدواره التي أداها على خشبة المسرح القومى ومنها حلاق بغداد ومعروف الإسكافى، فضلاً عن دورين كوميديين أداهما في فيلمي إسماعيل يس في البحرية والسفيرة عزيزة وعبد المنعم إبراهيم من الجيل الذي قدمه البرنامج الإذاعى ساعة لقلبك مثل فؤاد المهندس وعبد المنعم مدبولى والمعلم شكل.

## وفاته
توفي في 17 نوفمبر 1987، وقد تم دفنه في قرية ميت بدر حلاوة وقد حصل على وسام العلوم والفنون من الطبقة الأولى عام 1983، وفي عام 1986 حصل على درع المسرح القومي الذهبي.

## أعماله الفنية

### الأفلام
| السنة | الأفلام |
| ----- | --- |
| 1951  | ظهور الإسلام |
| 1952  | اديني عقلك |
| 1953  | غرام بثينة - شريك حياتي - حكم الزمان |
| 1954  | قرية العشاق - رسالة غرام - أمريكاني من طنطا - العمر واحد - الحياة الحب |
| 1955  | موعد مع إبليس - أهل الهوى |
| 1956  | وداع في الفجر - نداء الحب - شياطين الجو |
| 1957  | إسماعيل يس في الأسطول - لواحظ - لن أبكي أبدا - فتى أحلامي - غرام المليونير - عشاق الليل - أنت حبيبي - الوسادة الخالية - الجريمة والعقاب - إغراء                                          |
| 1958  | إسماعيل يس في مستشفى المجانين - هذا هو الحب - مع الأيام - كهرمان - غلطة حبيبي - شارع الحب - حب من نار - توبة - بنت 17 - أيامي السعيدة - الهاربة - أحبك يا حسن - أبو حديد                 |
| 1959  | سر طاقية الإخفاء - إسماعيل يس في الطيران - لوكاندة المفاجآت - أم رتيبة - هدى - لن أعود - عاشت للحب - آخر من يعلم                                                                         |
| 1960  | سكر هانم - بين السما والأرض - إشاعة حب - معا إلى الأبد - لحن السعادة - غراميات امرأة - عمالقة البحار - سامحني - حبي الوحيد - ثلاث وريثات - بهية - أقوى من الحياة                         |
| 1961  | نصف عذراء - عاشور قلب الأسد - طريق الدموع - ست البنات - رسالة إلى الله - حياة وأمل - حب وعذاب - أنا وبناتي - امرأة وشيطان - السفيرة عزيزة - الحب كده - الأزواج والصيف                    |
| 1962  | بين القصرين - الزوجة 13 - ملك البترول - غصن الزيتون - القصر الملعون - سلاسل من حرير - رسالة من امراة مجهولة - آه من حواء - جمعية قتل الزوجات - أجازة نص السنة - معملش حسابها - قصة مصرية |
| 1963  | عروس النيل - زقاق المدق - عريس لأختي - من غير أمل - حياة عازب - جواز في خطر - الحقيقة العارية - الجريمة الضاحكة                                                                          |
| 1964  | لو كنت رجلا - المراهقان - أول حب - العزاب الثلاثة |
| 1965  | هي والرجال - خطيب ماما - حكاية العمر كله - تنابلة السلطان - المدير الفني |
| 1966  | قصر الشوق - القاهرة 30 - عدو المرأة - 3 لصوص - هو والنساء - الحياة حلوة - حبي في القاهرة - آخر العنقود - وداعا أيها الليل                                                                |
| 1967  | الزوجة الثانية - غرام في الكرنك - القبلة الأخيرة - العريس الثاني - في طريقي رجل - العيب                                                                                                  |
| 1968  | كيف تسرق مليونير - حواء على الطريق - روعة الحب - الزواج على الطريقة الحديثة - 3 نساء - 3 قصص - أيام الحب - حب وخيانة - كيف سرقنا القنبلة الذرية                                          |
| 1969  | نص ساعة جواز - نادية - ميرامار - زوجة غيورة جدا - عائلات محترمة - سوق الحريم |
| 1970  | نار الشوق - المراية - حرامي الورقة - الكدابين الثلاثة - لا لا يا حبيبي - كانت أيام |
| 1971  | مذكرات الآنسة منال - مدرستي الحسناء - لمسة حنان - بريء في المشنقة - الظريف والشهم والطماع                                                                                                |
| 1972  | أضواء المدينة - أزمة سكن - وكر الأشرار - لحظات خوف - لعبة كل يوم - فندق السعادة - دعوة للحياة - المدينة الهادئة                                                                          |
| 1973  | السكرية - السلم الخلفي - الأصابع الثلاثة |
| 1974  | الرصاصة لا تزال في جيبي - الوفاء العظيم - وكان الحب |
| 1975  | لا وقت للخداع - شبان هذه الأيام - دعونا نحب - حسناء وأربع عيون - حبي الأول والأخير - جفت الدموع - المطلقات - المذنبون                                                                    |
| 1976  | عالم عيال عيال - حافية على جسر الذهب |
| 1977  | من أجل الحياة - ابنتي والذئب |
| 1978  | الندم |
| 1981  | لن أغفر أبدا |
| 1984  | الفرن |
| 1985  | الحلال والحرام - الثعابين |
| 1986  | قبل الوداع - عودة مواطن - عصر الحب - عذراء وثلاثة رجال - حل يرضي جميع الأطراف - بيت الكوامل - الانتقام - البنات والمجهول                                                                 |
| 1987  | غابة من الرجال - سكة سفر - سفاح كرموز - حارة الجوهري - الهانم بالنيابة عن مين - الكماشة                                                                                                  |

### المسلسلات
| السنة | المسلسلات |
| ----- | --- |
| 1964  | المانشيت الأحمر |
| 1967  | نوسة |
| 1969  | الرقم المجهول |
| 1970  | العصابة |
| 1971  | بنسيون عديلة |
| 1972  | بنك القلق |
| 1973  | المفسدون في الأرض - مغامرات وليد وراندا في الفضاء                                                                            |
| 1975  | حذاء الطنبوري |
| 1977  | بعد الغروب - الضباب - الذين يحترقون - الجريمة                                                                                |
| 1978  | مأساة امرأة - الحب والسنين                                                                                                   |
| 1979  | هي والمستحيل - الشوارع الخلفية - أحمد باشا الجزار                                                                            |
| 1980  | محمد رسول الله (ج1) - زينب والعرش - القضية 80                                                                                |
| 1981  | أبواب المدينة (ج1) - ولسه بحلم بيوم - ميراث الغضب - اللغز - الحادث                                                           |
| 1982  | شعراء المعلقات - الشاهد والمتهم - أبناء العطش                                                                                |
| 1983  | أبواب المدينة (ج2) - حتى لا يختنق الحب - بماذا تشتري النقود - أنا وأنت ورحلة العمر                                           |
| 1984  | ألف ليلة وليلة - البركان |
| 1985  | الشهد والدموع (ج2) - عبد الرحمن بن خلدون                                                                                     |
| 1986  | أولاد آدم - آدم https://ar.m.wikipedia.org/wiki/%D8%A3%D9%88%D9%84%D8%A7%D8%AF_%D8%A2%D8%AF%D9%85_(%D9%81%D9%8A%D9%84%D9%85) |
| 1986  | لا إله إلا الله (ج2) - رحلة السيد أبو العلا البشري - أولاد آدم                                                               |
| 1987  | مكتبة علاء وهناء - سكة الصابرين - رحلة في نفوس البشر - الهروب إلى السجن - الجوهرة - دنيا                                     |

### المسرحيات
| السنة | المسرحيات                                                           |
| ----- | ------------------------------------------------------------------- |
| 1955  | صاحب الجلالة - الست عايزة كده                                       |
| 1956  | سهرة في الكراكون - ركن المراْة - خميس الحادي عشر - أنا عايزة مليونير |
| 1963  | عيلة الدوغري - حلاق بغداد                                           |
| 1964  | سكة السلامة - عفريت خطيبي                                           |
| 1966  | معروف الإسكافي                                                      |
| 1969  | على جناح التبريزي وتابعه قفة                                        |
| 1972  | مقالب عطيات                                                         |
| 1974  | كباريه                                                              |
| 1983  | ميت حلاوة                                                           |

### المسلسلات الإذاعية
| السنة | المسلسلات الإذاعية |
| ----- | ------------------ |
| 1957  | ساعة لقلبك         |
| 1968  | نادية              |
| 1973  | أبو عرام           |

### الفوازير
| السنة | الفوازير       |
| ----- | -------------- |
| 1979  | أنا وأنت فزورة |

## روابط خارجية
- عبد المنعم إبراهيم على موقع أرشيف الشارخ.
- عبد المنعم إبراهيم على موقع IMDb (الإنجليزية)
- عبد المنعم إبراهيم على موقع الدهليز
- عبد المنعم إبراهيم على موقع قاعدة بيانات الأفلام العربية
- عبد المنعم إبراهيم على موقع ديسكوغز (الإنجليزية)
- عبد المنعم إبراهيم على موقع قاعدة بيانات الفيلم (الإنجليزية)